# Samfundet De Nios Astrid Lindgren-pris
Samfundet De Nios Astrid Lindgren-pris är ett litterärt pris som instiftades i samband med Astrid Lindgrens 90-årsdag. Priset delades ut första gången 1997 och är på 200 000 kronor (2019). Det utdelas till forskare och författare inom området barn- och ungdomsböcker.

## Pristagare
- 1997 – Vivi Edström
- 1999 – Lars Furuland
- 2000 – Örjan Lindberger
- 2002 – Margareta Strömstedt
- 2004 – Barbro Lindgren
- 2006 – Svenska barnboksinstitutet
- 2007 – Boel Westin
- 2019 – Sonja Svensson